# Arcturus
Arcturus (Alfa del Bover / α Boötis) és el quart estel més brillant del cel nocturn, amb una magnitud visual de -0,04, després de Sírius (α Canis Majoris), Canopus (α Carinae) i Alpha Centauri (α Centauri). És l'estel més brillant de l'hemisferi celeste nord. Es troba a la constel·lació del Bover, al Núvol Interestel·lar Local. Juntament amb Spica i Denebola (o Regulus, segons la font), forma part de l'asterisme del Triangle de Primavera i, per extensió, del Gran diamant juntament amb Cor Caroli. És un estel relativament proper, situat a 36,7 anys-llum del Sol.

## Etimologia i història

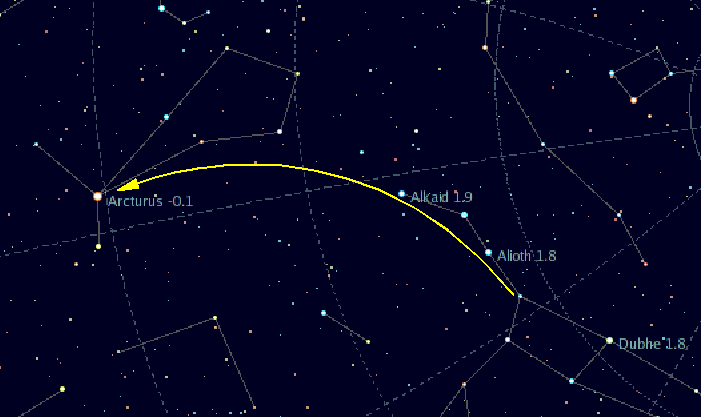
Una manera senzilla de trobar Arcturus és seguir l'arc del mànec de l'Ossa Major. Prolongant la línia aproximadament la mateixa distància també es pot trobar Spica (α Virginis).

El nom d'Arcturus prové del grec antic Ἀρκτοῦρος (Arktouros), «el guardià de l'ossa», relacionat amb la seva proximitat a les constel·lacions de l'Ossa Major i l'Ossa Menor. En àrab rep el nom d'As-Simak ar-Ramih (السماك الرامح), traduït com «la cama del que duu la llança» o «el noble que duu la llança»; aquest nom, romanitzat en el passat, ha donat lloc als noms d'Aramec i Azimech, avui en dia obsolets. Un altre nom àrab és Al-Harith as-Sama (الحارس السماء), «aquell qui guarda els cels».
A l'antic Egipte sembla que era conegut com a Smat, «aquell que regna» o «aquell que governa», i també com a Bau, «aquell que ve». Un calendari astronòmic egipci del segle xv aC associa Arcturus amb Antares (α Scorpii) en una immensa figura celestial anomenada Menat. Per alguns autors era un dels astres de culte en els temples del Nil i en el temple de Venus d'Ancona (Itàlia).
En astronomia hindú correspon a la nakshatra —una de les mansions en les quals es divideix el cel— de Svātī; allà també se l'anomenava Nishṭya, «fora», possiblement per la seva localització boreal lluny del zodíac. Finalment, a la Xina era coneguda com a Ta Kiō, «la gran banya», mentre que els quatre petits estels propers eren Kang Che, «el llac de la sequera».

## Observació

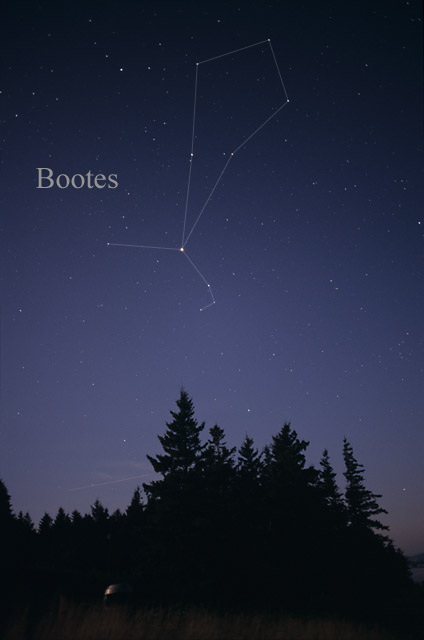
Arcturus és l'estrella més brillant de la constel·lació de Boötes

Amb una  magnitud visual aparent de -0,05, Arcturus és l'estrella més brillant de l'hemisferi nord celeste i la quarta més brillant del cel nocturn, després de Sirià (-1. 46 magnitud aparent), Canopus (-0,72) i alfa Centauri (magnitud combinada de -0,27). No obstant això, α Centauri AB és una estrella binària, els components de la qual són ambdós més febles que Arcturus. Això converteix Arcturus en el tercer estel individual més brillant, just per davant de α Centauri A (oficialment anomenada Rigil Kentaurus), la magnitud del qual aparent es -0,01. El matemàtic i astrònom francès Jean-Baptiste Morin va observar Arcturus de dia amb un telescopi en 1635, una primícia per a qualsevol estrella que no fos el Sol i supernovae. Arcturus s'ha vist a primera vista al capvespre o just abans.
Arcturus és visible des dels dos hemisferis de la Terra, ja que es troba a 19° al nord de l'equador celeste. L'estrella culmina a la mitjanit del 27 d'abril, i a les 21 hores del 10 de juny sent visible durant el final de la primavera boreal o la tardor austral. Des de l'hemisferi nord, una forma fàcil de trobar Arcturus és seguir l'arc de la nansa de l'Óssa Major (o Arado). Continuant per aquest camí, es pot trobar Spica, "Arc a Arcturus, després pic (o accelerar) a Spica". Juntament amb les estrelles brillants Spica i Denebola (o Regulus, depenent de la font), Arcturus forma part de l'asterisme del Triangle de Primavera. Amb Cor Caroli, aquestes quatre estrelles formen l'asterisme Gran Diamant.
Ptolemeu va descriure Arcturus com subrufa ("lleugerament vermella"): té un índex de color B-V de +1,23, aproximadament a mig camí entre Pòl·lux (B-V +1,00) i Aldebaran (B-V +1,54).
Mufrid, està a només 3,3 anys llum de distància d'Arcturus, i tindria una magnitud visual -2,5, aproximadament tan brillant com Mercuri des de la Terra, mentre que un observador al primer sistema trobaria Arcturus tan brillant com  Venus vist des de la Terra.

## Característiques físiques

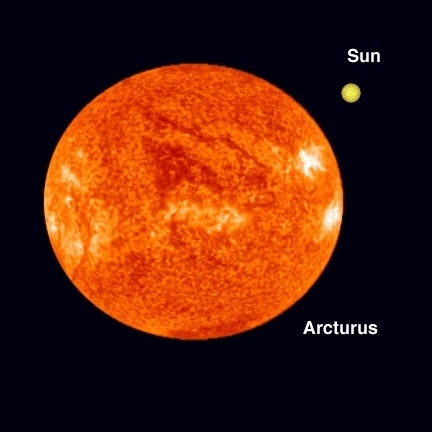
Mida d'Arcturus comparada amb la del Sol

Arcturus és un gegant taronja de tipus espectral K1.5III. Es troba a una distància de 36,7 anys llum del sistema solar; es tracta de la segona estrella gegant més pròxima a aquest després de Pòl·lux (β Geminorum). Amb una temperatura superficial de 4.290 K, és visualment 113 vegades més lluminós que el Sol; tanmateix, si es considera la radiació que emet a l'infraroig, la seva lluminositat és gairebé el doble: 215 vegades més gran que la solar. El seu radi, obtingut a partir de la mesura del seu diàmetre angular (0,0210 segons d'arc), és 25,7 vegades més gran que el radi solar. La massa és aproximadament un 50% més gran que la del Sol i es creu que el seu nucli intern ja ha començat la fusió nuclear d'heli a carboni. Emet raigs X dèbils, cosa que suggereix que posseeix activitat magnètica (podria tenir una «corona oculta»), cosa inusual en un estel d'aquestes característiques. Se sospita que pot tractar-se d'un estel variable; ha rebut la denominació de NSV 6603.
La velocitat relativa d'Arcturus respecte el Sol, més gran que la d'altres estels brillants, així com la seva baixa metal·licitat –aproximadament un 28% de la solar–, suggereixen que podria ser un estel vell de Població II i un membre del disc gruixut galàctic. Forma part d'un grup de 53 estels que es mouen conjuntament a través de la Via Làctia i que rep el nom de «Grupo d'Arcturus». Una teoria interessant defensa que Arcturus, així com la resta d'estels que formen el seu grup, s'han format més enllà dels confins de la Via Làctia; l'edat d'alguns dels membres podria ser de fins a 10.000 - 12.000 milions d'anys, cosa que implicaria que provindrien d'una galàxia satèl·lit absorbida en el passat per la Via Làctia.

### Espectre
Arcturus ha evolucionat fora de la seqüència principal fins a la branca de les gegants vermelles, aconseguint una ràpida classificació estel·lar de classe K. Sovint se li assigna el tipus espectral K0III, però el 1989 es va utilitzar com a estàndard espectral per al tipus K1.5III Fe-0.5, amb la notació sufix que indica una lleu infraabundància de ferro en comparació de les estrelles típiques del seu tipus. En ser la gegant de tipus K més brillant del cel, ha estat objecte de múltiples atles espectrals amb cobertura des de l'ultraviolat fins a l'infraroig.
L'espectre mostra una transició espectacular des de línies d'emissió a l'ultraviolat a línies d'absorció atòmiques al rang visible i línies d'absorció moleculars a l'infraroig. Això és perquè la profunditat òptica de l'atmosfera varia amb la longitud d'ona. L'espectre mostra una absorció molt forta en algunes línies moleculars que no es produeixen a la fotosfera sinó en un embolcall circumdant. L'examen de les línies de monòxid de carboni mostra que el component molecular de l'atmosfera s'estén cap a l'exterior fins a 2-3 vegades el radi de l'estrella, amb el vent cromosfèric accelerant-se bruscament fins a 35-40 km/s en aquesta regió.
Els astrònoms anomenen "metalls" aquells elements amb números atòmics superiors a l'heli. L'atmosfera d'Arcturus té un enriquiment d'elements alfa en relació amb el ferro però només un terç de la metal·licitat solar. Arcturus és possiblement una estrella de població II.

## En la cultura popular
A l'antiga Roma, se suposava que l'activitat celestial de l'estrella presagiava un temps tempestuós, i una personificació de l'estrella actua com a narradora del pròleg de la comèdia Rudens de Plaute (vers l'any 211 aC).
El sutra Karandavyuha, compilat a finals del segle IV o principis del segle v, anomena una de les absorcions meditatives d'Avalokiteśvara com "La cara d'Arcturus".
Una de les possibles etimologies que s'ofereixen per al nom " Artús " suposa que es deriva d'"Arcturus" i que la figura de finals del segle v a principis del segle vi en què es basa el mite del rei Artús va rebre el nom originalment de l'estrella.
A l'Edat Mitjana, Arcturus era considerat una estrella fixa beheniana i s'atribuïa a la pedra Jaspi i a l'herba del gènere plantago. Cornelius Agrippa va enumerar el seu signe cabalístic  sota el nom alternatiu Alchameth.
La llum d'Arcturus es va utilitzar en el mecanisme utilitzat per obrir l'Exposició Universal de Chicago de 1933. L'estrella va ser escollida perquè es pensava que la llum d'Arcturus havia començat el seu viatge aproximadament en el moment de l'anterior Exposició Universal de Chicago el 1893 (a 36,7 anys llum de distància, la llum va començar el 1896).
En el punt àlgid de la Guerra Civil Americana, el president Abraham Lincoln va observar Arcturus a través d'un telescopi refractor de 9,6 polzades quan va visitar l'Observatori Naval de Washington, DC, l'agost de 1863.